# Yoel Hasson

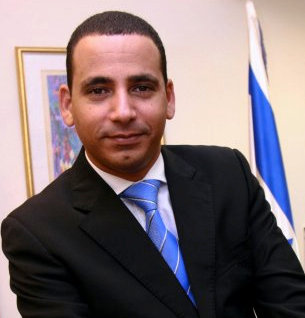
Yoel Hasson

Yoel Hasson (hebräisch יואל חסון, * 4. April 1972 in Tel-Aviv) ist ein israelischer Politiker der Ha-Tnu’a.

## Leben
Hasson studierte am Interdisciplinary Center Herzliya Verwaltungswissenschaften. Seit 2008 ist Hasson Abgeordneter in der Knesset. Er war zunächst Mitglied der Partei Kadima, wechselte dann zur Ha-Tnu’a und gehört gegenwärtig der Parteienkoalition der Zionistischen Union an.